# Сексмісія
Сексмісія, також цензурний варіант Нові амазонки (оригінальна назва — пол. Seksmisja) — культовий польський фантастичний комедійний фільм 1984 р. режисера Юліуша Махульського з Єжи Штуром і Ольгердом Лукашевичем в головних ролях.

## Сюжет
Дія фільму починається у 1991 році. Двоє молодих чоловіків років 30-ти — ловелас і пройдисвіт Макс (Єжи Штур) і інтелігентний вчений-біолог Альберт (Ольгерд Лукашевич) погоджуються стати учасниками наукового експерименту — вони мають бути заморожені, щоб прокинутися через три роки. Однак за час, проведений ними в спеціальних капсулах, на Землі багато що змінилося, і тому Альберта з Максом розморозили не через три роки, а через півстоліття з лишком — 8 березня 2044-го — коли «вимерли» усі чоловіки, і інших «самців», окрім парочки розморожених, більше ніде не залишилося.
Від лікаря Ламії Рено (Божена Стрийкувна), яка доглядає за ними, Макс і Альберт дізнаються, що під час їх сну на Землі вибухнула ядерна війна. Одним з її наслідків стало руйнування чоловічих генів, і, отже, вони — єдині чоловіки на планеті. «Амазонки 21-го століття» живуть в глибокому підземеллі, благополучно вирішивши проблему розмноження без запліднення, і не потребують присутності особин чоловічої статі. В новому світі чоловікам не місце — жінки намагаються зробити їм операцію зі зміни статі, але вони не тільки не погоджуються з цим, а і з ризиком для власного життя розпочинають «сексмісію»… І це їм вдається. Як бонус виявляється, що на поверхні Землі все чудово і теж можна жити.

## У ролях
- Ольгерд Лукашевич — Альберт Старський
- Єжи Штур — Максиміліян (Макс Парадіс)
- Божена Стрийкувна — доктор Ламія Рено, «Архео»
- Богуслава Павелець — доктор Емма Дакс, «Генетикс»
- Веслав Міхніковський — Її Величність
- Беата Тишкевич, Ханна Станкувна, Ришарда Ханін та ін.

## Виробництво

### Сценарій і перші кроки
Перша ідея «Сексмісії» виникла в Юліуша Махульського восени 1977 року, коли він шліфував сценарій до фільму Ва-банк. Потім у книзі, присвяченій прогнозам науки 21 століття, майбутній режисер знайшов інформацію про те, що жіноча яйцеклітина може бути запліднена без участі сперматозоїда, а значить і без чоловіка. Вже тоді у Махульського «була в голові остання сцена — великим планом статевий орган новонародженого чоловічої статі». Отримуючи стипендію від французького уряду в Парижі, Махульський знайшов сприятливі умови для написання сценарію. Окресливши початкову концепцію запланованого фільму, Махульський відніс чернетку до кіностудії Kadr, художній керівник якої Єжи Кавалерович схвалив ідею. Спочатку оригінальний сценарій мав назву «Ламія» (пол. Lamia), але літературний керівник Кшиштоф Теодор Тепліц запропонував інший варіант — «Жіноче начало» (пол. Pierwiastek żeński). Пізніше Махульський придумав назву Seksmisja, яка і стала остаточною. Тепліц запропонував Махульському, щоб жінки в сценарії «були більш гнобливими», завершивши цю пораду словами: «Знаєте, у всіх наших нещастях потрібно звинувачувати жінок».
Перший варіант сценарію був готовий у вересні 1981 року. Сценарій, поданий до Вищого управління кінематографії, спочатку схвалило керівництво, але лише в середині лютого 1982 року — через тимчасове припинення всіх кінозйомок відразу після запровадження воєнного стану — його вдалося відправити у виробництво. Махульському дозволили зняти «Сексмісію», оскільки це був один із небагатьох фільмів, які не мали антирадянського змісту. «Сексмісія» спочатку планувалася як спільний проект польських і чехословацьких кінематографістів, тому до команди Махульського приєднався чеський сценарист Павел Гайни. Однак чехи зі студії Barrandov пізніше відхилили пропозицію співпраці, тому що запланований час дії сюжету — 2044 рік — означав для них занадто швидкий кінець епохи комунізму. Кавалерович призупинив проект, поки в липні 1982 року Махульський не запропонував йому залишити Kadr і розпочати роботу із кіногрупою «Зодіак» Єжи Гофмана. 

### Актори
Спочатку Махульський мав намір взяти на роль Макса Яна Енглерта, який міг би «створити гарний дует з Ольгердом Лукашевичем». Проте режисерові потрібен був контраст, оскільки, на його думку, «один із персонажів мав бути невдахою, а інший розумником». Тому, як антипод до персонажа Лукашевича, режисер запропонував роль Макса Єжи Штуру. Він був останнім актором, який приєднався до проекту. Роль Ламії отримала дружина Махульського Божена Стрийківна. Емму зіграла Богуслава Павелець, а до акторського складу увійшли, серед інших, Беата Тишкевич і Дорота Сталінська, які знімалися у фільмах Барбари Сасс. Її Величність зіграв Вєслав Міхніковський. Деякі імена головних героїв містили жартівливі алюзії до популярної культури. Емму Дакс назвали на честь французького полковника з х/ф Шляхи слави Стенлі Кубрика, Альберта Старського — на честь героїв романів Альбера Камю та Болеслава Пруса, а Макс Парадіс — вихідець із «потойбіччя». Як стверджував Махульський: «Я хотів, щоб Макс був «потойбічним» — отже, Paradys = Рай».

## Фільм у радянському прокаті
Оригінальна назва фільму «Сексмісія» була неприйнятною в СРСР, де «сексу нема». Тому в радянському кінопрокаті фільм йшов у цензурованому варіанті під скромною назвою «Нові амазонки». Режисер фільму згадував пізніше
| «Нові амазонки» — дуже смішна назва. Цей фільм ще до того ж скоротили на сорок хвилин. Вирізали весь секс, залишили одну місію. Я як раз наприкінці вісімдесятих їздив до СРСР готуватися до зйомок «Дежа-вю», і вмовив показати мені те, що вони зробили з моєї «Сексмісії». Мені влаштували перегляд в кінотеатрі «Варшава». Я був вражений початковими титрами фільму: не полінувалися ж зробити польський напис «Nowe Amazonki». Чистий Орвел. Узагалі радянські цензори були великими майстрами… Оригінальний текст (рос.) «Новые амазонки» — очень смешное название. Этот фильм еще к тому же сократили на сорок минут. Вырезали весь секс, оставили одну миссию. Я как раз в конце восьмидесятых ездил в СССР, чтобы готовиться к съемкам «Дежа вю», и уговорил показать мне то, что они сделали из моей «Сексмиссии». Мне устроили просмотр в кинотеатре «Варшава». Я был поражен начальными титрами фильма: не поленились же сделать польскую надпись «Nowe Amazonki». Чистый Оруэлл. Вообще советские цензоры были большими мастерами… |
У Радянському Союзі фільм транслювався з двоголосим закадровим перекладом кіностудії «Ленфільм». Текст читали Юрій Демич і Галина Чигинська.

## Критика
Рейтинг на сайті IMDb — 7,5/10 на основі 14 000 голосів, Rotten Tomatoes — 91 % (оцінка аудиторії).
Фільм має дві нагороди та дві номінації.
Загалом фільм отримав велику популярність у Польщі. У 2005 р. за допомогою спільного опитування читачів трьох кіножурналів було проголошено, що «Секс-місія» — найкращий польський фільм за останні 30 років. При цьому точка зору професійних критиків була більш зважена.